# Picton Harbour
Picton Harbour ist ein Naturhafen im Marlborough District auf der Südinsel von Neuseeland.

## Geographie
Der Picton Harbour befindet sich zwischen dem Queen Charlotte Sound und dem Ort Picton, der Endpunkt des Naturhafens ist. Das längliche Gewässer hat eine nordnordöstliche Ausrichtung und kommt inklusive des Yachthafens auf eine Länge von rund 2,4 km, bei einer maximalen Breite von rund 700 m und einem rund 750 m breiten Hafeneingang. Die Küstenlinie erstreckt sich über rund 6,2 km. Rund 250 m vor dem Hafeneingang befindet sich die 128 m × 85 m große Insel Mabel Island, die bei der Einfahrt in den Naturhafen berücksichtigt werden muss.

## Hafennutzung

### Hafenbetreiber
Die Hafenanlagen im Picton Harbour werden von der Firma Port Marlborough New Zealand Ltd. (PMNZ) betrieben. In deren Waimahara Wharf können Schiffe mit einer Länge bis zu 320 m und einem maximalen Tiefgang von bis zu 13,5 m anlegen und abgefertigt werden. Zu dem Hafenbetrieb gehören auch die Anlagen in der Shakespeare Bay, rund 600 m westlich des Picton Harbour auf der anderen Seite der bis zu 155 m hohen trennenden Landzunge, wo auch Kreuzfahrtschiffe anlegen können.

### Fährbetrieb
Mit den beiden Fährunternehmen Interislander und Blue Bridge bedienen zwei Betreiber von Fährverbindungen die Häfen von Wellington auf der Nordinsel und Picton auf der Südinsel. Hier schließt die Bahnstrecke Christchurch–Picton an. Über die Fähren, die die 92 km lange Strecke mit rund drei Stunden Fahrzeit mehrmals täglich bedienen, wird neben dem Personen- und Kraftfahrzeugtransport auch der überwiegende Teil des Stückgutverkehrs zwischen den Inseln abgewickelt.

### Yachthafen
Im südöstlichen Zipfel des Naturhafens befindet sich die Picton Marina ein Yachthafen, der zusammen mit der Waikawa Marina, knapp 3,5 km nordöstlich in der Waikawa Bay, rund 1250 Liegeplätze bietet.